# Cristo in casa di Marta e Maria (Tintoretto)
Cristo nella casa di Marta e Maria è un dipinto del pittore italiano Tintoretto realizzato in olio su tela. Misura 197,5 cm di altezza e 131 cm di larghezza. Venne dipinto intorno al 1567 e si trova attualmente all'Alte Pinakothek di Monaco di Baviera, in Germania.
Siamo di fronte ad una opera tarda del Tintoretto, in cui si evidenzia il suo superamento del manierismo, oramai tendente al barocco.

## Descrizione e stile
Il soggetto è trattato in modo molto diverso rispetto a rappresentazioni precedenti, in particolare olandesi, poiché non si concentra sulla scena della cucina, ma mette in evidenza le tre figure monumentali che si relazionano tra loro in modo spontaneamente comprensibile. 
Si nota una corrispondenza tra i colori delle vesti di Cristo e la donna in primo piano. Le figure principali sono disposte in modo circolare.
La composizione è basata su scorci. Il punto di fuga conduce da Cristo alla porta e all'interno della cucina. In questo modo porta lo sguardo dello spettatore verso il basso e, inoltre, riesce a riflettere il movimento.